# Дворец Высшей Чистоты
Дворец Высшей Чистоты (кит. 上清官, Шанцингун) — даосский храмовый комплекс в городе Шанцин, в горах Лунхушань. Административно подчинён муниципалитету города Интань. Находится на расстоянии 20 км к юго-востоку от Интаня, связан с Интанем автобусом.
Согласно традиции, дворец построил основатель даосизма, первый Небесный Наставник Чжан Даолин во II веке н. э..
Название Шанцин означает Высшая чистота, этот термин часто употребляется в китайской традиции, так называется даосская школа.
В состав комплекса входят два дворца, 12 павильонов и 24 двора, здесь Чжан Даолин организовывал основные ритуальные церемонии. Этот комплекс называли также «Столицей бессмертных» и «Городом духов».
В комплексе почти отсутствуют типичные для даосских храмов жертвенники и алтари, считается, что именно здесь духи получают своё назначение и ранг в божественной иерархии.
В 1930 году бродяги по неосторожности развели огонь и дворец полностью сгорел, остались только главные ворота, колокольная и барабанная башни и несколько малых сооружений. Храм перенёс разрушения во времена культурной революции, но был частично восстановлен в 2000 году. В 2014 году про археологических работах были найдены многочисленные ценные реликвии. 

## Состав храмового комплекса
Территория дворца занимает большую площадь над рекой Луси к востоку от основного города, местность неровная, включает в себя холмы. Весь комплекс окружён каменной стеной, внутри комплекса — живописный парк. Дворец призван всей своей формой выражать основные идеи даосизма, показывать высшее совершенство, развивать духовность и высшие моральные качества даосов. Весь дворец является священной территорией, на нём практически не было расположено жилых и административных зданий, основные ежедневные церемонии проводятся в другом месте, сам же дворец предназначен для прогулок, медитаций, отдыха, высших ритуалов и является местом единения с природой для старых даосов.
Дворец называется также «столицей бессмертных» и «местом, где сотни духов получают задания». Дворец повёрнут к югу, а с севера упирается в гору Сихуа (西华山).
После разрушений дворец был восстановлен в сунском архитектурном стиле.
При входе во дворец — трёхэтажный павильон с аркой, на верхнем этаже расположены алтари, который называется Ворота Фуди (Ворота Счастливой Земли). Далее дорога, окружённая стеной с двух сторон, ведёт к Павильону Спешивания, где полагается спуститься с лошади и подготовиться ко входу на основную территорию дворца, освободясь при этом от оружия.
Далее предстояло пройти через Зал Девяти Дворцов и Восьми Триграмм, в котором изображена схема Восьми Триграмм Ицзина, распределённым по девяти дворцам, двадцать восемь колонн, соответствующие 28 лунным стоянкам китайского зодиака. За этим залом начиналась территория духов.
Далее через окружённую каменными стенами Улицу Драконов через ступени путь идёт в большой двор перед воротами Линсян (Ворота Волшебной Звезды).
За воротами находится двор, на котором выложен символ Великого Предела (Тайцзи), с двух сторон двор замыкают Колокольная башня и Барабанная Башня.
В следующем дворе расположен священный пруд, около которого следует отпустить на волю животных и птиц, к этому месту приезжали также императоры, чтобы отпускать на волю пойманых зверей. Здесь четвёртый небесный наставник Чжан Шэн посадил акацию. Далее располагается павильон, в котором обитали старики-даосы (Небесные Наставники и настоятели храмов), они накапливали энергию ци и готовились к возрождению в мире бессмертных. К этому павильону примыкает священный колодец c посеребрённой водой, отводящей несчастье.
Далее следует обширный парк, в котором спрятан Павильон заточённых злых духов.
Этот павильон упомянут в прологе знаменитого китайского средневекового романа «Речные заводи», где рассказывается, как в XI веке император Жэнь-цзун послал на гору Лунхушань военачальника Хун Синя просить Небесного Наставника Чжан Тянь-ши избавить страну от эпидемии. В то время, когда наставник Чжан спасал страну от эпидемии, военачальник Хун по ошибке выпустил из павильона 108 заточённых там духов, которых усмирил в своё время Чжан Даолин.
За павильоном идёт тропинка через рощу, и на холме находится беседка, где медитировал Чжан Даолин. Прогулочная тропа спускается дальше вниз через лестницу из 99 ступеней и возвращается к Воротам Счастливой Земли.